# Sivi vunasti majmun
Sivi vunasti majmun (lat. Lagothrix cana) je ugrožena vrsta primata iz roda vunastih majmuna.

## Opis
Dug je 46-65 centimetara. Ženka je teška 7.7, a mužjak 9.5 kilograma. Sive je boje, te ima debelo i gusto krzno, po čemu je i dobio ime. Lice, ruke i stopala su crne boje. Ima prehenzilni rep, koji mu pomaže da se lakše kreće po stablima, gdje i najčešće provodi vrijeme, te je također tamnije boje. Rep je dug 55-77 centimetara.

## Način života
Živi u skupinama sastavljenim od 10 do 60 jedinki različite dobi i spola. U takvim skupinama najviše dominiraju stariji mužjaci. Najčešće se nalazi na drvećima, vrlo rijetko je na tlu. Frugivoran je, najčešće se hrani plodovima, ponekad jede mlade listove, sjemenke, cvjetove i kukce. Sezona parenja najčešće se događa za suhog razdoblja. Trudnoća traje oko 225 dana, te se najčešće rodi jedan mali majmun koji sedam dana bude priljubljen uz majčin trbuh. Samostalan postaje nakon godinu dana. Prosječan životni vijek ovog hvataša iznosi 26 godina.

## Rasprostranjenost
Živi u tropskim šumama na nadmorskoj visini između 1000 i 2500 metara. Rasprostranjen je na području sjeverne Bolivije, zapadnog Brazila i istočnog Perua. Najveća prijetnja za opstanak su mu pretjerana količina lova zbog mesa i krčenje njegovih staništa. Zbog toga je proglašen ugroženom vrstom.